# Palamós Club de Futbol
El Palamós Club de Futbol és el club de futbol més representatiu de Palamós i més antic de Catalunya, que juga al Nou Estadi de Palamós.

## Història

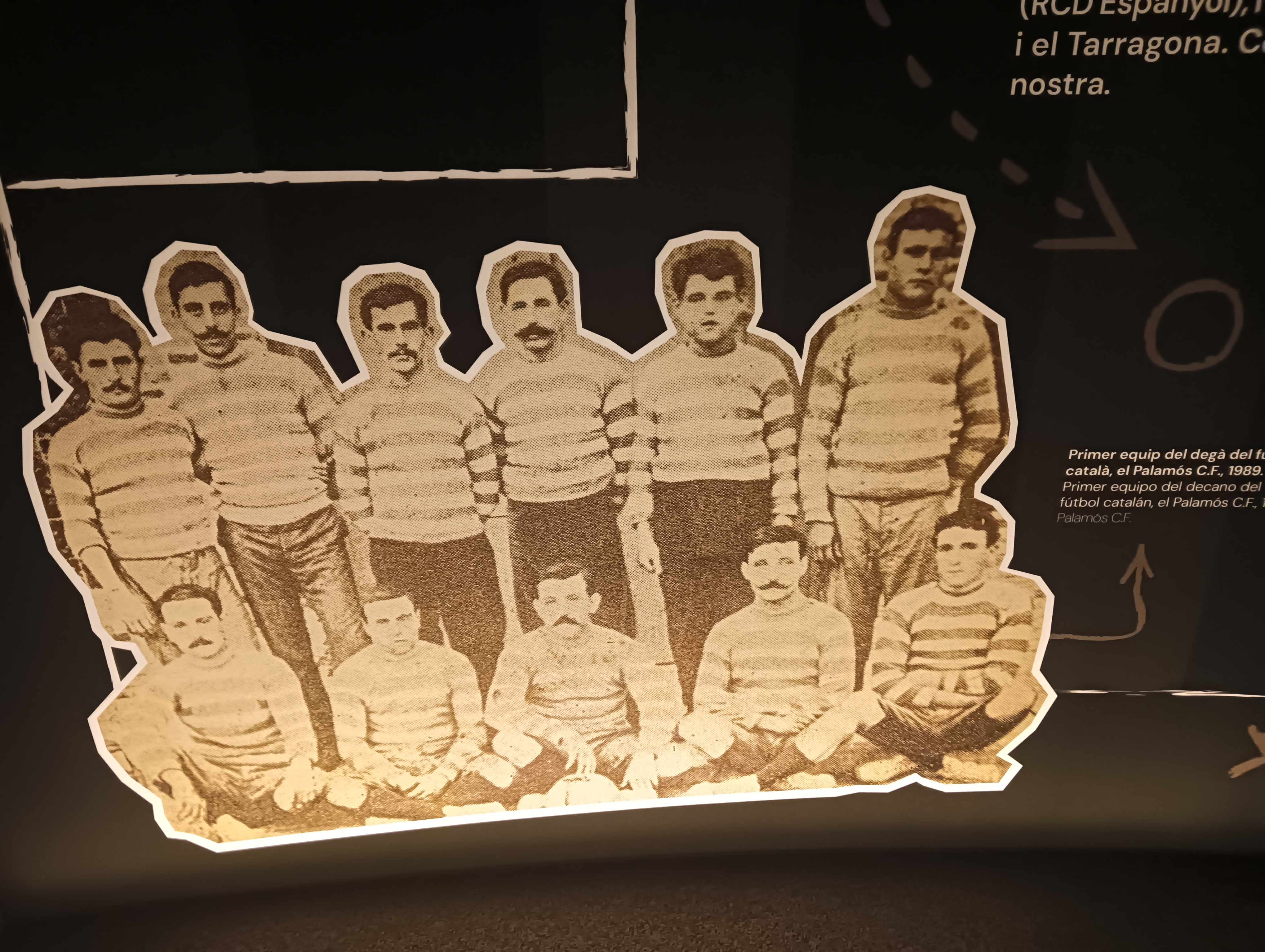
Un dels primers equis del FC Palamós.

### Inicis del club
El 1898 neix a Palamós el club de futbol degà de Catalunya, el Palamós Foot-ball Club, fundat per Gaspar Matas i Danés.
L'equip començà a disputar els seus partits al pati de la Corchera (Can Mario) i el 1927 jugà al Camp del Trust, a la riera de l'Aubí. El 1940 inaugurà el seu estadi al carrer Cervantes (Camp dels Recs o de l'Arbreda). Primer jugà amb uniforme de color blanc amb pantalons i ratlles negres, però el 1905 adoptà els colors blau i groc del districte marítim després de vèncer l'Strong de Girona en el campionat provincial. El futbol base del Palamós C.F. prové de la Fundació Esportiva Palamós, el qual cedeix jugadors sub-23 al primer equip del Palamós sempre que ho necessiti.
Partits històrics de l'entitat: Primer partit: Palamós 1 - fàbrica Armstrong de Palafrugell 2.
Primer partit internacional: Palamós 2 - U. Sportive Reveloise (França) 1.
L'equip ha tingut al llarg de la història diverses denominacions, a causa de desaparicions i canvis de nom: Palamós Sport Club (1926), Palamós Club de Futbol (1941), Palamós Sociedad Cultural (1954) i finalment el nom actual, Palamós Club de Futbol (1974).

### Època daurada (1985-1995)
L'època daurada del club va començar a la temporada 1985-86 amb una gestió molt seria per tal d'aconseguir l'ascens a la Tercera Divisió, i després d'un intent fallit, aquesta gestió va donar els seus fruits la temporada 1986-87 amb el naixement del "Súper Palamós".
La temporada 1987/88 l’equip es va passejar per la Tercera Divisió, assolint un nou ascens, aquest cop a la Segona Divisió B. Tots els canvis grans que va tenir el club van provocar un moment històric per el Palamós a la temporada 1988-89: l'ascens a la Segona Divisió A.
A la temporada 1989-90, el Palamós va debutar a Múrcia. Tothom esperava una derrota, però el resultat va ser favorable per 1 gol a 2. El Palamós va ser l’equip revelació de l'inici de temporada. Els dos últims partits varen ser clau per decidir si el Palamós obtenia el dret de promocionar a la Primera Divisió, però les coses no van sortir bé i l’equip es va quedar a les portes d’un nou ascens. De totes maneres, la temporada 1989/90 és recordada com a mítica: el Palamós C.F. era l’equip de moda. A partir de llavors l’equip es va consolidar a la divisió d’argent del futbol espanyol, on hi va estar 6 anys consecutius fins al doble descens que va portar a l’equip palamosí de nou a la tercera divisió al juny de 1995. També cal destacar un gran trofeu aconseguit per l'equip, ja que va assolir la Copa Generalitat de la temporada 1991-92.

### Època de transició (1995-2004)
El 1995 Emilio Caballero torna a agafar la presidencia. El octubre de 1995 Kelo Martí seria nombrat president fins al juny de 1999. Al 1998 es celebra el centenari del club palamosí amb un amistos contra el FC Barcelona i aquella temporada el Palamós aconsegui l'ascens a la Segona Divisió B després d'una trajectòria anterior a la Tercera Divisió. Al 1999 el magnat rus Dimitri Piterman agafaria la presidencia i l'any 2001 pujaria el club a Segona Divisió B després de guanyar al camp de l'Aguilas de Múrcia. Dimitry Piterman marxa al Racing de Santander al desembre de 2002 pero el Palamós assoliria la permanencia a la Segona Divisió B.
Pere Luque és nombrat nou president al 2003 pero després d'una temporada el Palamos torna a baixar a la Tercera Divisió a la temporada 2003-2004 i entra en una crisi economica que s'arregla amb 2 amistosos contra l'Espanyol i El FC Barcelona.

### Actualitat del club (2004-Act.)

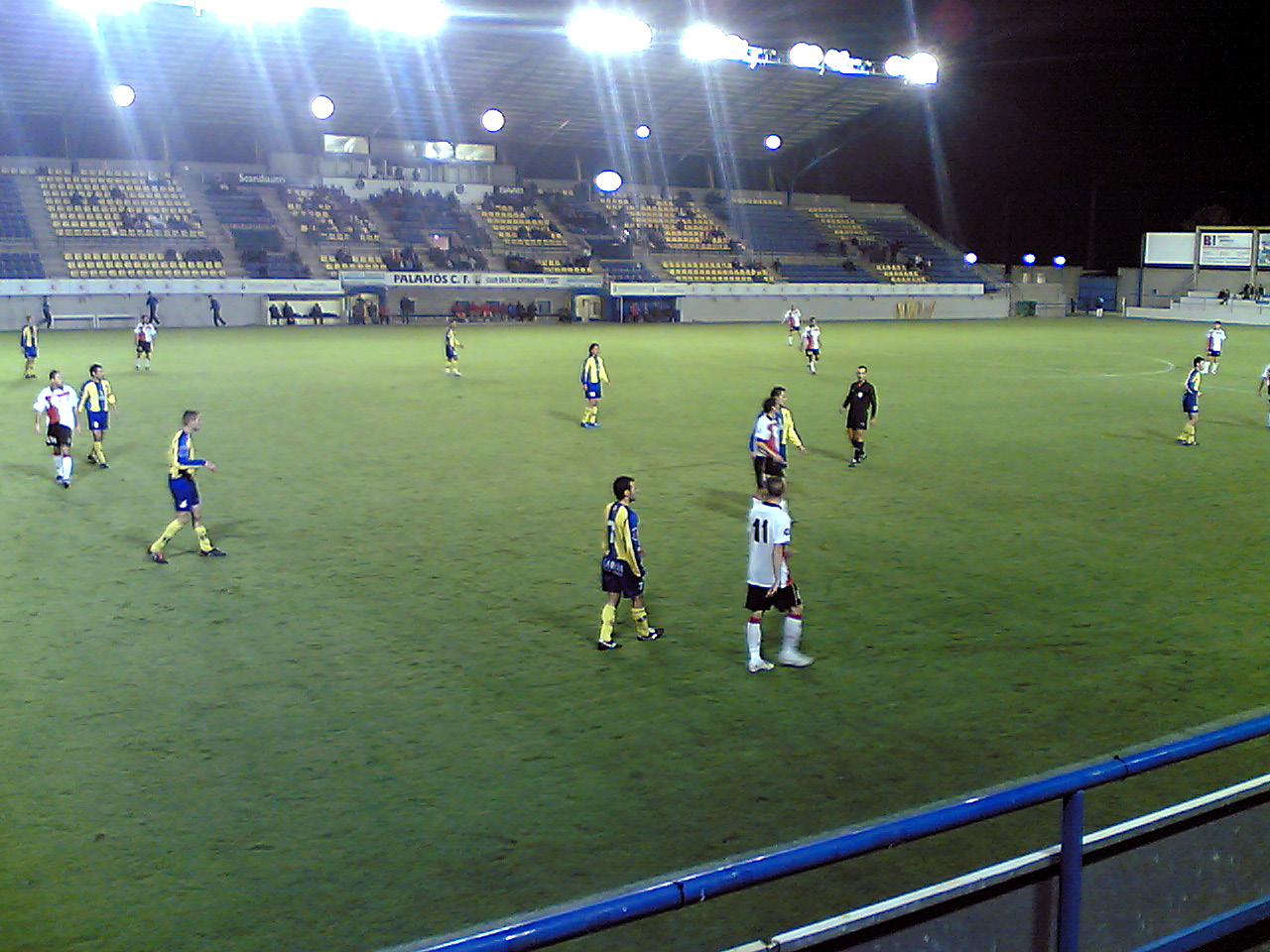
Estadi Nou Municipal de Palamós

Des de l'anomenada crisi, el Palamós està passant una etapa regular passant per a la Primera Catalana durant una temporada a la temporada 2011-12 que va acabar aquell mateix any amb un retorn a la Tercera Divisió, i un nou descens l'any 2018 que va fer caure el Palamós a la Primera Catalana una altra vegada. L'any 2023 va celebrar el seu aniversari número 125 amb la seva estrena a la nova competició anomenada Lliga Élit, i durant el transcurrs de la temporada 2023-24, el club va tenir una lluïta per la permanencia que finalment el club de empordanenc va aconseguir.

## Símbols
Uniforme
- Uniforme titular: Samarreta amb barres grogues i blaves, pantalons blaus i mitges grogues.
- Uniforme alternatiu: Samarreta rosa, pantalons negres i mitges negres.[6]

### Proveïdors i patrocinadors[7]
| Període         | Proveïdor | Patrocinador |
| --------------- | --------- | ------------ |
| 2016-2017       | 1890      | Vinga        |
| 2017-2018       | Hummel    | Vinga        |
| 2023-actualitat | Luanvi    | Mundoclima   |

## Palmarès
- Copa Generalitat:
  - 1991-92
- Segona Divisió B: 
  - 1988-89
- Tercera Divisió: 
  - 1987-88, 1996-97, 2001-02
- Lliga Amateur:[8]
  - 1931

## Temporades
Fins a l'any 2008 el club ha militat 6 cops a Segona Divisió, 4 a Segona B i 11 vegades a Tercera Divisió.
| - 1987-88: 3a Divisió 1r - 1988-89: 2a Divisió B 1r - 1989-90: 2a Divisió 8è - 1990-91: 2a Divisió 16è - 1991-92: 2a Divisió 14è - 1992-93: 2a Divisió 14è - 1993-94: 2a Divisió 13è - 1994-95: 2a Divisió 17è - 1995-96: 3a Divisió 4t - 1996-97: 3a Divisió 1r | - 1997-98: 3a Divisió 2n - 1998-99: 2a Divisió B 19è - 1999-00: 3a Divisió 5è - 2000-01: 3a Divisió 4t - 2001-02: 3a Divisió 1r - 2002-03: 2a Divisió B 12è - 2003-04: 2a Divisió B 20è - 2004-05: 3a Divisió 12è - 2005-06: 3a Divisió 16è - 2006-07: 3a Divisió 9è | - 2007-08: 3a Divisió 6è - 2008-09: 3a Divisió 16è - 2009-10: 3a Divisió 12è - 2010-11: 3a Divisió 18è - 2011-12: 1a Catalana G1 3r - 2012-13: 3a Divisió 11è - 2013-14: 3a Divisió 7è - 2014-15: 3a Divisió 11è - 2015-16: 3a Divisió 12è - 2016-17: 3a Divisió 11è | - 2017-18: 3a Divisió 18è - 2018-19: 1a Catalana 4t - 2019-20: 1a Catalana 3r - 2020-21: 1a Catalana 7è - 2021-22: 1a Catalana 8è - 2022-23: 1a Catalana 3r - 2023-24: Lliga Élit 11è - 2024-25: Lliga Élit "10è" |

 Copa Generalitat

## Presidents
| - 1898 – Gaspar Matas - 1914 – Emili Riera - 1915 – Trifó Xicoira - 1916 – Antoni Colomer - 1920 – Juli Ferrer - 1926 – Félix Ribera - 1931 – Joan Reig - 1933 – Anselm Gubert - 1934 – Constantí Pascual - 1940 – Comissió gestora - 1941 – Joan Reig - 1945 – Rafael Soler - 1951 – Josep Estañol - 1952 – Narcís Cabarrocas | - 1954 – Lluís Llansó - 1955 – Artur Bossacoma - 1960 – Jaume Pagès - 1961 – Joan Castellví - 1963 – Lluís Pascual - 1964 – Josep Robau - 1968 – Josep Matas - 1975 – Joan Perpiñá - 1978 – Jordi Illa - 1980 – Joaquim Corominas - 1983 – Miquel Martí - 1987 – Emili Caballero - 1992 – Joan Fontanet - 1993 – Joaquim Corominas | - 1995 – Joaquim Hortal - 1995 – Miquel Martí - 2001 – Dimitry Piterman - 2004 – Pere Luque - 2005 – David Ferragut - 2009 - Joan Barba - 2009 - Emili Caballero - 2010 - Juli Torrent - 2011 - Miquel Aguilar - 2012 - Joan Pau Pérez |